# ブランドホルスト博物館

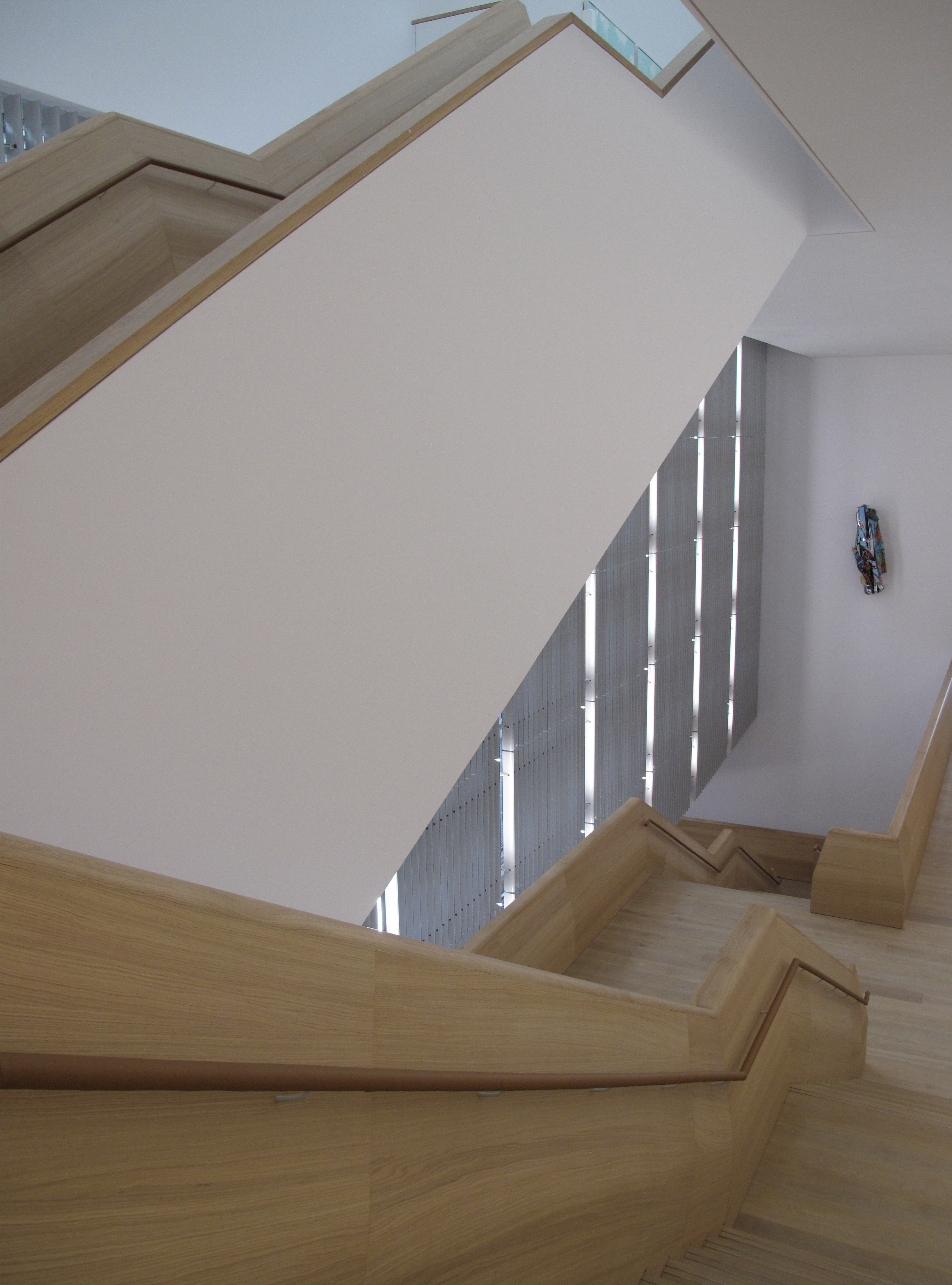
階段の様子

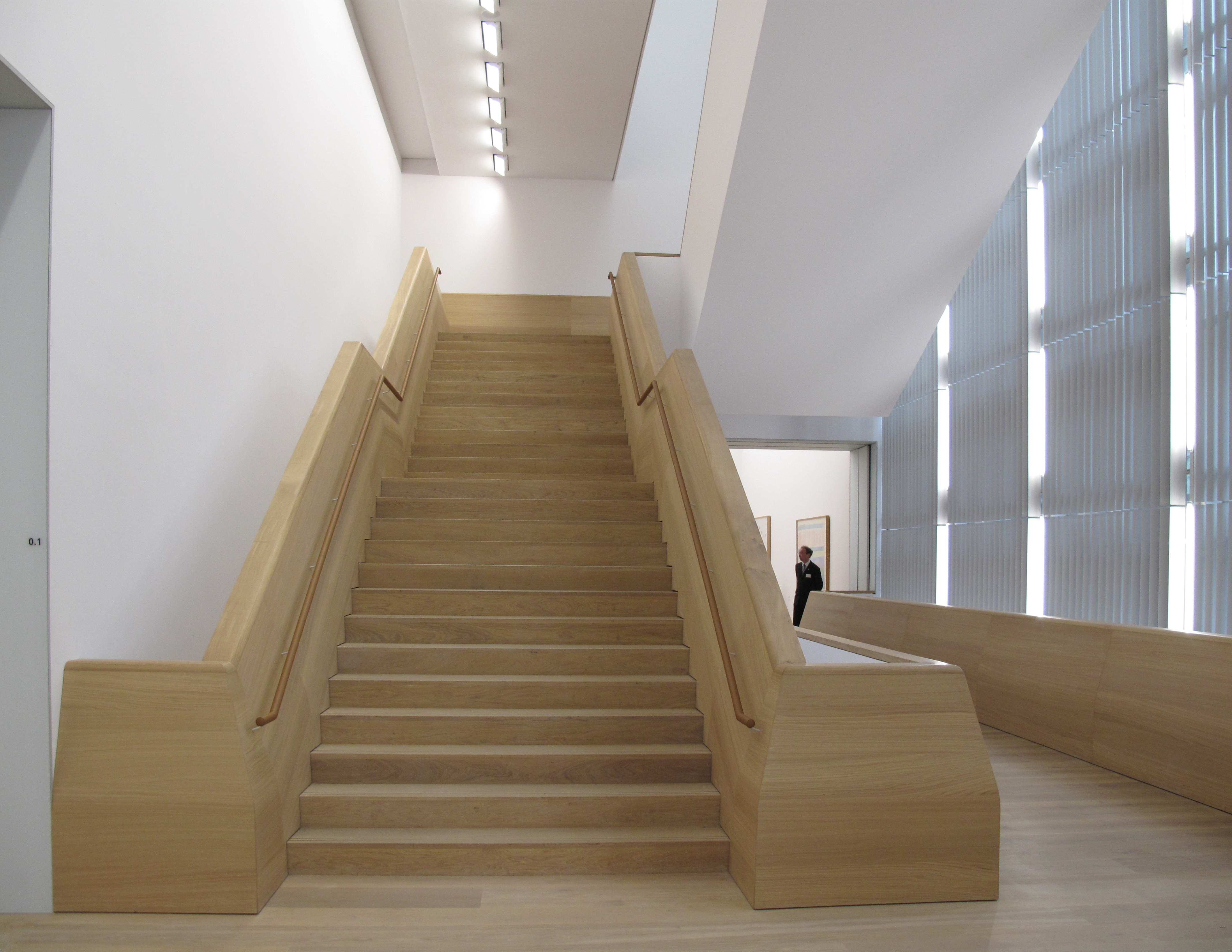
階段の様子

ブランドホルスト博物館（独: Museum Brandhorst）は、ドイツ南東部のバイエルン州の州都ミュンヘンにある近現代美術品を貯蔵した博物館。
2009年5月21日にオープンした。貯蔵品は200点以上にのぼる。アネッテ・ブランドホルストとその夫のウド・フリッツ・ハーマンが生前に集めた美術品が展示されている。アネッテはシャンプーや洗剤などを製造しているヘンケル社の創業者フリッツ・ヘンケルの曾孫である。
博物館の外壁にはカラフルに色付けられた円筒形のセラミックのブロックでデコレーションされている。セラミックには23色の違った色が塗られており、2万3千個のブロックが使われている。建物は地下階、地上階、上階の3フロアがあり、床や階段や手すりにはデンマーク産の木材が使用されている。

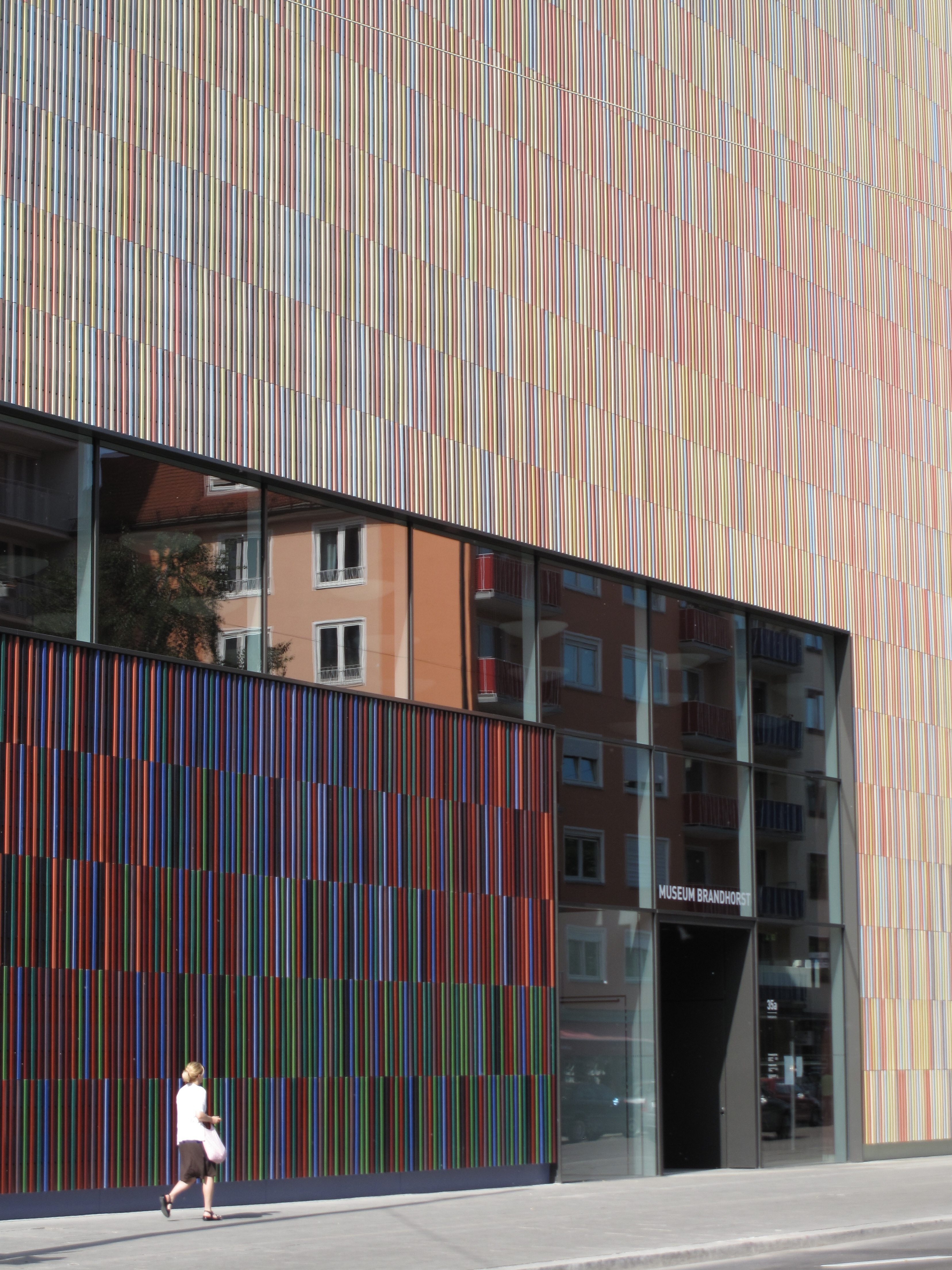
北側からの外観
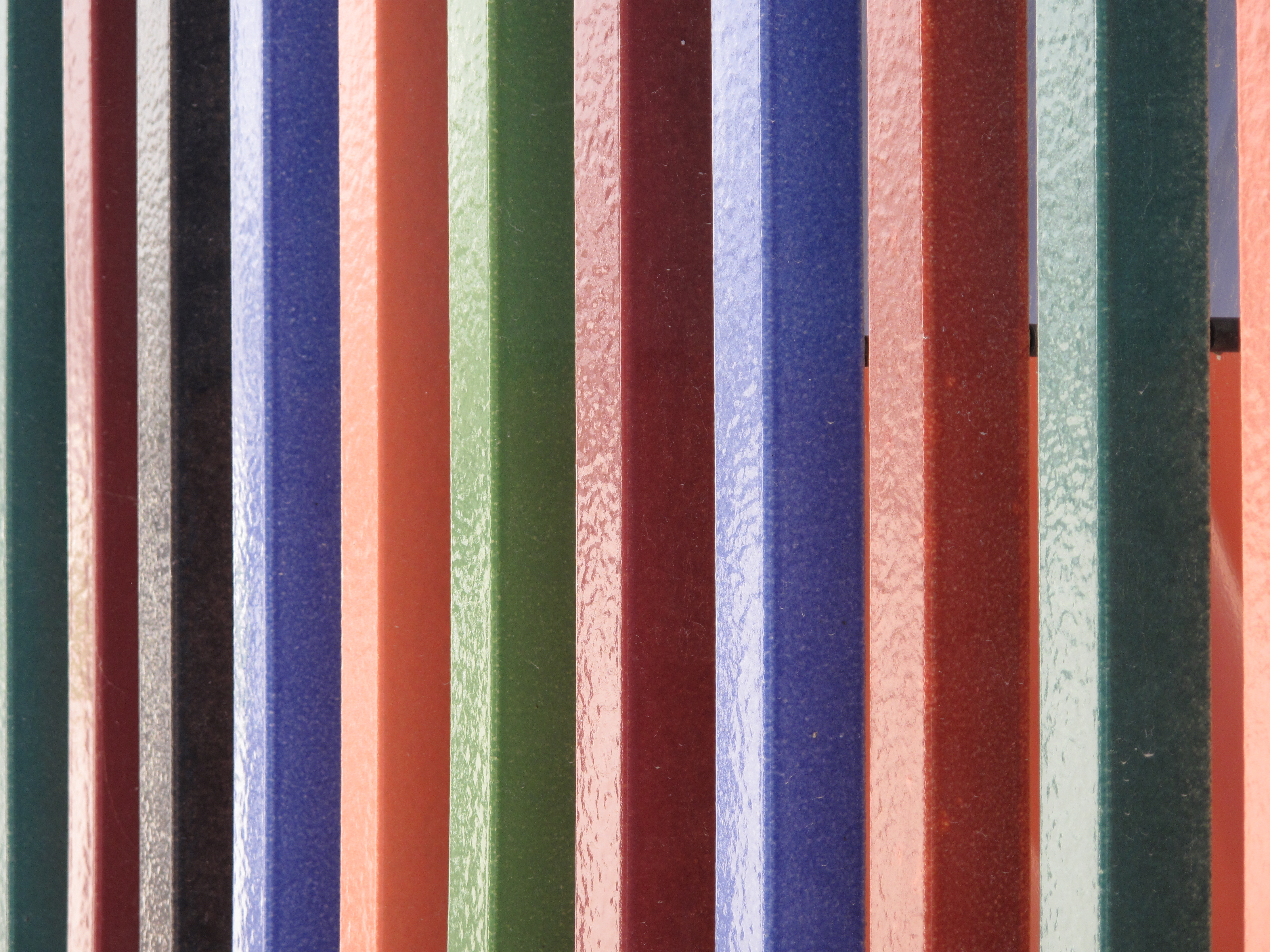
セラミックブロック
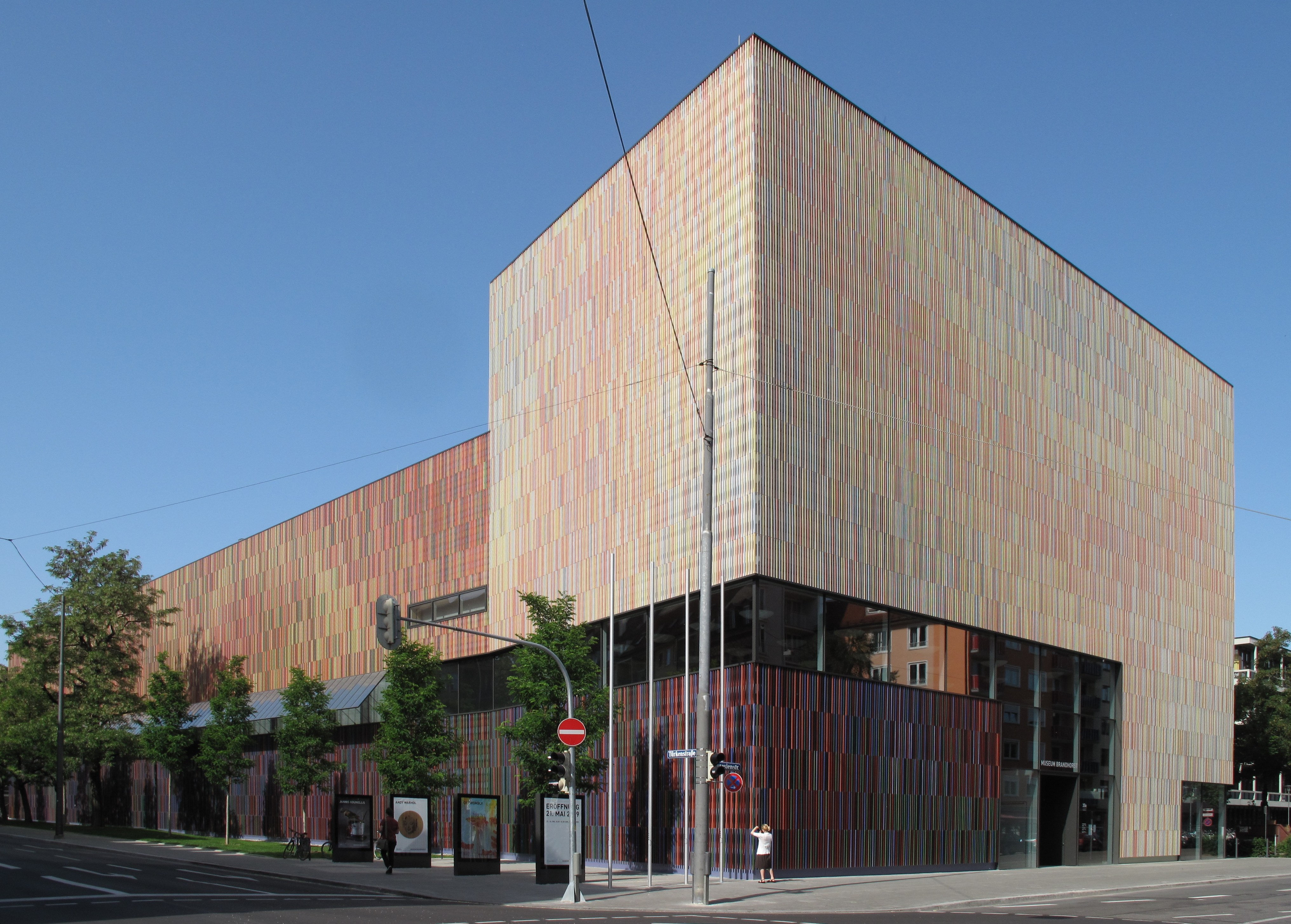
北東側からの外観
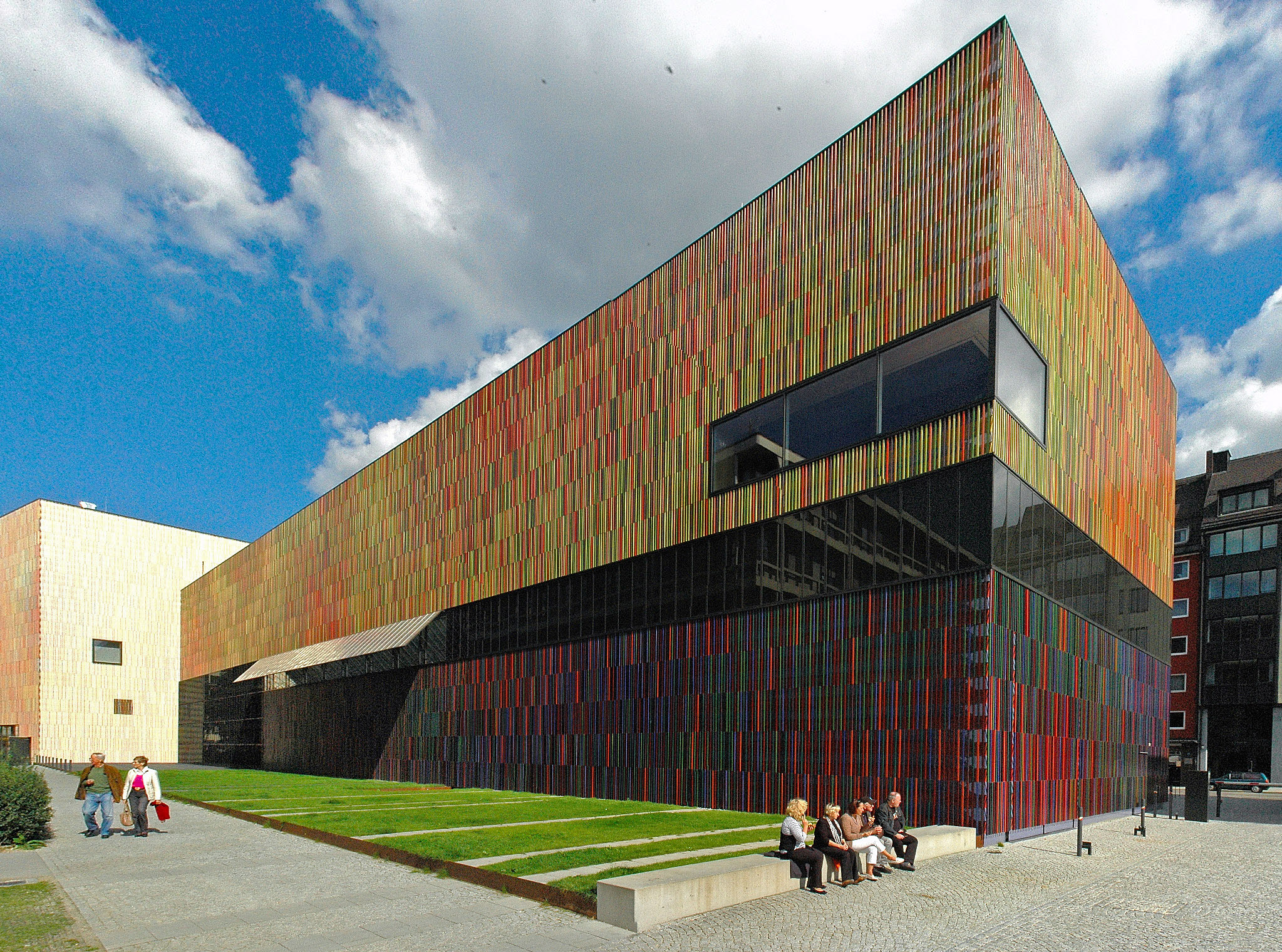
南側からの外観